# Termokande
En termokande eller termoflaske er en beholder med dobbelte vægge af glas eller rustfrit stål, som isolerer ved et delvist vakuum. Det næsten lufttomme rum fjerner  varmeledere: Det gør, at en termokande kan holde indholdet varmere eller koldere end omgivelserne.
Termokanden blev opfundet af den skotske fysiker og kemiker sir James Dewar i 1892 og kaldes også Dewars flaske efter opfinderen. Den første kommercielle termokande blev fremstillet i 1904, da det tyske firma, Thermos GmbH, blev grundlagt. Thermos-varemærket er stadig registeret i nogle lande, men blev deklareret et generisk varemærke i USA i 1963, da det i daglig tale var synonym med vakuumflasker/kander.